# Haderslev Katedralskole
Haderslev Katedralskole, i daglig tale HaKa, er et gymnasium i Haderslev med ca. 800 elever, hvilket gør det til det største i Sønderjylland. Skolen tilbyder både almen studentereksamen og hf.

## Historie
Haderslev Katedralskole blev oprettet den 6. februar 1567 af Hertug Hans den Ældre og kunne således i 2017 fejre sit 450 års jubilæum. Selv om skolens rødder går tilbage til det senmiddelalderlige katolske kollegiatkapitel i Haderslev, fik skolen først sit nuværende navn efter Genforeningen i 1920.

### 1567-1850: Slesvigsk latinskole
I sin første periode nød skolen godt af den økonomiske højkonjunktur i årene omkring 1600. Skolen var en såkaldt ”trivialskole”, dvs. den gav undervisning i trivium, fagene grammatik, retorik og dialektik. Skolen var en såkaldt ”stor” latinskole, der iflg. sin fundats skulle have fem distinctae classes, samt fem lærere, af hvilke de tre – rektor, konrektor og cantor – skulle være akademisk uddannede. Den overordnede ledelse henhørte under et særligt konservatorat, hvor navnlig byens provst spillede en vigtig rolle i tilsynet med undervisningen.
Som ”latinskole” var skolen i århundreder præget af undervisningen i latin, der var det største fag til langt op i 1800-tallet. Skolen var ikke mindst en forskole til præsteuddannelsen, hvilket mere end noget andet fremgik af disciplenes deltagelse i de kirkelige tjenester ved Haderslev Frue Kirke, vore dages Haderslev Domkirke. Frem til 1850 fortsatte de fleste disciple med universitetsuddannelse – først ved universitetet i Rostock, senere – fra 1665 – ved universitetet i Kiel. Indtil 1854 havde skolen til huse i tre på hinanden følgende bygninger i Smedegade, dør og dør med kirken.
1600-tallets krige fik vidtrækkende følger for skolen. Ved Haderslevs store bybrand i 1627, der var en direkte konsekvens af Kejserkrigen, nedbrændte den første latinskolebygning sammen med store dele af resten af byen, og en afløser stod først klar ti år senere. Under Torstensson-fejden 1643-45 gik skolens formue tabt, og i de næste 150 år led skolen under kroniske økonomiske problemer, hvilket atter førte til fald i såvel lærer- som elevtal. Svenskekrigene 1657-60 og den deraf følgende pestepidemi kostede størstedelen af skolens lærere og elever livet. Samtidig førte det 17. århundredes strenge lutherske ortodoksi til indførelsen af de såkaldte Leges Scholasticae i 1655, der bl.a. førte til, at skolen blev en rent højtysk latinskole. Sproget dansk blev forbudt på skolens område indtil 1828, hvor faget dansk indførtes som undervisningsfag.
Pietismen prægede på mange måder skolens formål og arbejde i 1700-tallet, men generelt førte skolen en hensygnende tilværelse, der dels modsvarede en generel krise for latinskolerne i denne periode, dels skyldtes en udstrakt uredelighed i den måde, skolens økonomi blev forvaltet på. Gennem perioden blev der dog gjort flere forsøg på at stramme op på forholdene. Et gennemgående problem var således lærernes private undervisning, der atter stod i forbindelse med lærernes slette økonomiske forhold. Et vigtigt fremskridt var dog opførelsen i 1734 af den tredje – stadigt eksisterende – latinskolebygning i Smedegade, der var i brug som latinskole indtil 1854.
I midten af 1700-tallet sås de første spæde forsøg på en modernisering af skolen: Flere fag kom til, og små reformer indførtes også i skolens ledelse. Vigtige var de reformer, der søgtes gennemført af skolens rektorer i 1760’erne og 1770’erne, hvor nye oplysningsideer fra Halle og Göttingen søgtes taget i brug. Desuden var perioden rig på andre udviklingsprojekter, der bl.a. søgte at omdanne skolen efter forbillede fra gymnasiet Christianeum i Altona. Disse tiltag blev dog i det store ikke til noget pga. fortsatte økonomiske vanskeligheder. Det stod mere og mere klart, at skolens undervisning var af så ringe kvalitet, at en lukning en overgang kom på tale. Først efter en gennemgribende undersøgelse af skolens forhold omkring 1800 undgik skolen en nedlæggelse eller nedgradering.
I året 1800 gik skolen derfor en ny tid i møde, ikke mindst fordi et helt nyt lærerkollegium ansattes. Skolen led dog fortsat under økonomiske problemer som følge af Napoleonskrigene 1800-15 og den efterfølgende krise i 1820’rne. Imidlertid undergik skolen en begyndende forvandling fra ”latinskole” til ”lærd skole” i første halvdel af det 19. århundrede. Bl.a. førte latinskolereformer i 1775 og 1809 til indførelse af en række nye fag, og undervisningen blev tydeligt præget af tidens nyhumanistiske ideer.
Nationalitetskonflikten mellem dansk og tysk i samme periode gjorde skolen til en stridens genstand, idet der ikke mindst rejstes krav om indførelse af dansk som undervisningssprog på skolen. Dette vakte stærk modstand i byens slesvig-holstenske borgerskab, der betragtede en sådan omdannelse som et anslag mod skolens århundredgamle status som det, man betragtede som en grundlæggende tysk kulturinstitution. Ved kongeligt reskript i 1847 bestemtes det imidlertid, at dansk skulle indføres som skolens undervisningssprog. Denne bestemmelse trådte dog først i kraft efter den første slesvigske krig i 1850.

### 1850-1920: Dansk/preussisk lærd skole
I 1850 ansættes nye danske lærere på skolen, der i årene frem til 1864 kom til at fungere som rent dansk lærd skole. Både fagligt og m.h.t. elevtal oplevede skolen en betydelig vækst i denne periode, hvilket også skyldtes ønsket om at skolen skulle virke som spydspids i det dansk-nationale arbejde i Slesvig. Et vigtigt vendepunkt var opførelsen af en ny og – efter tidens forhold – moderne skolebygning i Gåskærgade i 1854. I 1856 åbnede skolen en særlig realskoleafdeling.
Det danske nederlag i den 2. slesvigske krig 1864 førte til skolens omdannelse til preussisk statsskole. Skolen bevarede et fortsat højt fagligt niveau i årene frem til 1. Verdenskrig, hvilket på flere områder gjorde skolen kendt viden om . Som følge af det økonomiske afmatning i Nordslesvig i årtierne efter 1864 indtraf imidlertid en stagnation i elevtallet, der frem til ca. 1900 lå nogenlunde uændret på knap 200. En kraftig vækst satte dog ind i begyndelsen af det 20. århundrede, og frem til 1914 fordobledes elevtallet, ikke mindst takket være genåbningen af skolens realskole-afdeling i 1900. Pga. det voksende elevtal åbnedes tillige en ny tilbygning til skolebygningen i Gåskærgade i 1905.
Fra 1864 til ca. 1895 spillede skolen en afdæmpet rolle i det nationale spørgsmål, men fra omkring 1900 fik skolen i udstrakt grad præg af at være en anstalt, der skulle støtte fortyskningen i Nordslesvig. Den 1. Verdenskrig medførte alvorlige problemer for skolen. En lang række lærere og elever gjorde tjeneste ved fronten. Krigens følger på hjemmefronten – ikke mindst materialemangel – førte til et omfattende forfald både materielt og m.h.t. undervisning og disciplin. Navnlig var perioden fra krigsafslutningen 1918 til Genforeningen 1920 vanskelig.

### 1920-: Dansk gymnasium
For tredje gang skiftede skolen fædreland i 1920 med åbningen af Haderslev Katedralskole som dansk statsskole. Som en vigtig nyskabelse indførtes den fireårige mellemskole, hvorfra eleverne havde mulighed for at fortsætte i det treårige gymnasium. For første gang fik skolen nu også kvindelige elever. Som det eneste af de fire nye statsgymnasier i Nordslesvig bevarede skolen den klassisk-sproglige linje – den sidste rest af den oprindelige ”latinskole”. Belært af de bitre erfaringer fra det 19. århundredes nationalitetskonflikt oprettedes desuden en midlertidig afviklingsafdeling (Abbau-klasser), hvor de elever, der måtte ønske det, kunne færdiggøre deres skolegang efter tysk ordning. Denne afdeling var i funktion frem til 1924. En ny tilbygning med ikke mindst nye naturfagslokaler toges i brug i 1923. Den nationale dimension var fortsat vigtig i skolens profil, om end i betydeligt mere afdæmpet form end tidligere og med udstrakt respekt for det tyske mindretal.
Den økonomiske verdenskrise omkring 1930 og den fremvoksende nazisme førte imidlertid på ny til at det nationale spørgsmål blev et problem for skolen. I forsøget på at undgå ytringer, der kunne udlægges som forsøg på forfølgelse af det tyske mindretal pålagde de danske myndigheder skolerne en betydelig grad af selvcensur m.h.t. politiske tilkendegivelser i undervisningen eller på anden vis. Imidlertid undgik Haderslev Katedralskole mange af de nationale spændinger, der kom til at præge andre af de nordslesvigske gymnasier i årene både før og under den tyske besættelse af Danmark 1940-45. Mange af skolens elever og lærere tog dog del i dansk-nationale bevægelser i 1930’rne, ikke mindst Det unge Grænseværn.
De danske myndigheders samarbejdspolitik med besættelsesmagten førte til, at man gennem hele perioden undgik nævneværdig indblanding i skolens interne forhold fra besættelsesmagtens side. Elevers og læreres deltagelse i den illegale modstand var til at begynde med af behersket omfang, men tog til i omfang fra 1942 og frem. Imidlertid påførte besættelsen skolen flere andre alvorlige problemer, ikke mindst m.h.t. materialemangel. Mest indgribende følger fik dog skolebygningens beslaglæggelse i oktober 1943, idet skolen frem til befrielsen i 1945 blev brugt som depot af den tyske værnemagt, efter 1945 som flygtningelejr og hospital for østpreussiske flygtninge. Frem til slutningen af 1948 foregik undervisningen derfor forskellige andre steder i byen, ikke mindst på Teknisk Skole på Lembckesvej.
Situationen aktualiserede samtidig behovet for en helt ny skolebygning – et behov, der dog ikke blev imødekommet de første ca. ti år efter 1945. Først i 1956 blev der truffet beslutning om skolens udflytning til dens nuværende adresse på Christiansfeldvej i den nordlige del af byen. Ikke mindst afspejlede dette det kraftige økonomiske opsving, der satte igennem i årene omkring 1960. Desuden blev den nye bygning indrettet fundamentalt anderledes end den gamle bygning havde været det, idet den blev opført efter det såkaldte fagklasseprincip, hvor undervisningen i så godt som alle fag skulle foregå i særligt indrettede faglokaler. Byggeriet stod dog først færdigt i 400-året for skolens oprettelse 1967.
I takt med det økonomiske opsving i 1960’erne voksede også skolens elevtal, der i 1980 nåede op på næsten 800, hvilket var mere end en fordobling på kun ca. 15 år. Allerede 1974 toges derfor en ny tilbygning – den såkaldte ”sprogfløj” – i brug. Væksten skyldtes ikke mindst en række uddannelsesreformer i årene fra 1958 og frem, hvor det overordnede mål var at sikre uddannelse til en væsentlig større del af befolkningen. Udviklingen førte samtidig til grundlæggende pædagogiske ændringer, der ikke mindst skyldtes ønsket om en højere grad af selvstændighed og analytisk arbejdsmetode i skolearbejdet. Sideløbende hermed blev skolen præget af en række almene samfundsmæssige udviklingstræk i 1960’erne og 1970’erne, ikke mindst den øgede fritid og det såkaldte ungdomsoprør. I det hele taget førte udviklingen til væsentlige ændringer i hele skolens profil og selvforståelse. Ikke mindst førte ophøret af det nationale modsætningsforhold i grænselandet efter ca. 1955 til, at skolen for første gang i godt hundrede år ikke længere så det nationale aspekt som den vigtigste side af sin virksomhed.
Fra 1986 til 2007 blev skolen drevet af Sønderjyllands Amtskommune. Perioden var præget af en række pædagogiske udfordringer ikke mindst som følge af et væsentligt bredere elevindtag end tidligere. Ved en reform i 1987 indførtes en række specialfag, der på den ene side øgede elevernes individuelle vagfrihed m.h.t. den faglige sammensætning af deres uddannelse, men på den anden side vanskeliggjorde samarbejdet mellem de enkelte fag. 1990’ernes indførelse af begrebet ”livslang læring” lagde op til en langt stærkere betoning uddannelsens studieforberedende karakter, hvor skolens uddannelse skulle bibringe eleverne en række almene kompetencer til brug i et stadigt mere omskifteligt informationssamfund. En vigtig udfordring i den sammenhæng var implementeringen af moderne informationsteknologi i årene omkring årtusindskiftet og i så godt som alle sider af skolens virksomhed.
Efter gymnasiereform i 2003/05 og den såkaldte Strukturreform i 2007, der gjorde skolen til selvejende institution, har skolens udvikling været præget af en fortsat vækst og dynamik. Elevtallet nåede således i 2013 sin foreløbige kulmination på 1.013. Skolen har 2018-2020 gennemgået en omfattende ombygning og renovering, bl.a. af kantinen og festsalen.
Skolebladet hedder »Apropos«.

## Rektorer[20]
- 1567-1570 Johannes Bock
- 1570-1573 Laurentius Wilhadius
- 1573-1584 Hermann Pistorius
- 1584-1593 Martin Pleccius
- 1593-1594 Johannes Neocorus
- 1594-1601 David Stahlius
- 1601-1608 Bernhard Meier
- 1608-1613 Bernhard Werenberg
- 1614-1630 Detlev Meier
- 1631-1650 Jens Ravn
- 1650-1659 Nicolaus Gutbier
- 1659-1660 Christian Steffensen
- 1660-1662 Petrus Dreier
- 1662-1704 Richard von der Hardt
- 1704-1711 Johann von Stämmen
- 1711-1735 Conrad Michael Overbeck
- 1735-1756 Christian Erdmann Schindler
- 1757-1762 Lorenz Biørnsen
- 1763-1777 Conrad Friedrich Wiegmann
- 1778-1785 Adolf Heinrich Strodtmann
- 1786-1799 Adolph Rudolph von Brincken
- 1800-1808 Adolph Heinrich Eckermann
- 1809-1848 Christian August Brauneiser
- 1848-1850 Peter Volquardsen
- 1850-1864 Søren Bloch Thrige
- 1864-1889 Peter Hinrich Jessen
- 1889-1895 Adolph Ostendorf
- 1895-1898 Alfred Zernecke
- 1898-1911 Friedrich Johannes Spanuth
- 1911-1920 Wilhelm Möller
- 1920-1937 Karl Andreas Mortensen
- 1937-1941 Andreas Egeberg Jensen
- 1941-1967 Niels Henrik Jacobsen
- 1967-1980 Eigil Lassen
- 1980-2003 Jørn Jul Pedersen
- 2003-2015 Lars Kofoed-Jensen[21]
- 2016- Ruth Birgitta Funder

## Vigtige årstal
- 1567 Oprettelse
- 1569 (?) Første bygning på kirkepladsen (Smedegade)
- 1627 Første bygning på kirkepladsen (Smedegade) nedbrænder
- 1637 Anden bygning på kirkepladsen (Smedegade)
- 1655 Skolelove: Leges scholasticae
- 1734 Tredje bygning på kirkepladsen (Smedegade)
- 1850 Oprettelse som dansk lærd skole
- 1854 Indvielse af bygning på Gaaskærgade
- 1864 Oprettelse som slesvigsk, senere preussisk statsskole
- 1905 Udvidelse af bygning på Gaaskærgade
- 1920 Oprettelse som dansk statsgymnasium
- 1923 Tilbygning på Skolegade
- 1967 Indvielse af bygning på Christiansfeldvej
- 1972 Udvidelse af bygning på Christiansfeldvej (’Sprogfløj’)
- 1972 Oprettelse af HF
- 2010-2022 Midlertidig ’Pavillon’

## Skolens navne[22]
- 1567 (?) Schola Haderslebensis
- 1655 Königliche Schule zu Hadersleben
- 1828 (?) Gelehrtenschule zu Hadersleben
- 1850 Haderslev Lærde Skole
- 1864 Lateinische Schule zu Hadersleben
- 1874 Gymnasium zu Hadersleben
- 1884 Gymnasium und Real-Progymnaium
- 1895 Königliches Gymnasium
- 1898 Johanneum
- 1920 Haderslev Katedralskole

## Bunkeren under Haderslev Katedralskole
Under Haderslev Katedralskole ligger den gamle bunker for civilkommando Region III. Den blev bygget samtidig med skolen, i 1964-67, og husede under den kolde krig regionskommandoen, som i tilfælde af krig skulle opretholde centraladministrationen for den jyske del af den nuværende Region Syddanmark, fra bunkeren var der forbindelse til Regan Vest i Rold Skov.. Den atomsikrede kommandobunker var et tophemmeligt anlæg, og helt frem til 1974 var det endda forbudt at afholde øvelser i bunkeren. Efter Sovjetunionens sammenbrud mistede bunkeren sin betydning. Den blev tømt for inventar og i 2003 overdraget til skolen.
Siden 2018 har en gruppe af skolens historielærere arbejdet på at genskabe bunkeren, som den kunne have set ud under den kolde krig, og i dag er godt halvdelen af den 500 m2 store bunker færdigindrettet.

## Haderslev Katedralskoles Bibliotek
Skolens bibliotek afspejler skolens og byen Haderslevs skiftende historie som en del af det dansk-tyske grænseland. Tillige tegner samlingen en lang skolehistorisk linje fra latinskole til moderne ungdomsuddannelse.
De ældste bøger går tilbage til tiden før skolens oprettelse i 1567. Bl.a. råder biblioteket over fem såkaldte inkunabler, dvs. bøger, der er trykt i bogtrykkerkunstens barndom i årene op til og med 1500. Den ældste bog er trykt i 1475.
Gennem tiderne har bogsamlingen ført en omflakkende tilværelse. Oprindeligt blev de ældste bøger brugt ved præsteuddannelsen ved det såkaldte kollegiatkapitel ved Frue Kirke, vore dages Haderslev Domkirke. Man mener, at de i flere århundreder fysisk befandt sig i et af kirkens sidekapeller.
I 1803 blev en stor del af samlingen afhændet, mens resten overgik til skolens bibliotek. I tiden, da skolen var såkaldt ”lærd skole” (Gelehrtenschule) – dvs. i 1800-tallet – skete der en kraftig tilvækst. I 1864 var samlingen nået op på ca. 8.000 bind, ved Genforeningen i 1920 ca. 16.000 bind. I dag består består samlingen af ca. 25.000 bind.
Bøgerne har været omflyttet flere gange, både under 2. Verdenskrig og i forbindelse med skolens flytning til Christiansfeldvej i 1967 samt senere ombygninger.